# Cantó de Lenveja
El cantó de Lenveja és un cantó del departament francès dels Pirineus Atlàntics, a la regió de la Nova Aquitània. Està enquadrat al districte de Pau i té 31 municipis.

## Municipis
- Anoja
- Arricau e Bòrdas
- Arrosés
- Aurions e Idèrnas
- Bassilhon e Bausèr
- Vetrac
- Cadilhon
- Castilhon (de Lenveja)
- Corbèras e Avera
- Còuledan, Lube e Boast
- Croselhas
- Escuras
- Gaion
- Jarderés
- Lalonga
- Lanecauva
- La Sèrra
- Lenveja
- Lespièla
- Lo Luc e Armau
- Luc Arrèr
- Luçanhet e Luçon
- Maspièr, la Lonquèra e Julhac
- Momin
- Monassut e Audirac
- Montcauv
- Montpesat
- Pèiralonga e Avòs
- Sançons e lo Lhon
- Semiac e Blaishon
- Cimacorba

## Història
| Data d'elecció                               | Identitat      | Partit | Qualitat |
| -------------------------------------------- | -------------- | ------ | -------- |
| 1967                                         | René Pébernard |        |          |
| 1973                                         | René Pébernard |        |          |
| 1979                                         | René Pébernard |        |          |
| 1985                                         | René Pébernard |        |          |
| 1992                                         | René Pébernard |        |          |
| 1998                                         | Michel Chantre | PS     |          |
| 2004                                         | Michel Chantre | PS     |          |
| Les dades anteriors a 1967 no són conegudes. |                |        |          |
|                                              |                |        |          |